# Johann Caspar Delius
Johann Caspar Delius (auch Johann Casper) (* 25. September 1693; † 30. Januar 1756 in Bielefeld) war der Gründer der gleichnamigen Unternehmerdynastie in Bielefeld.

## Leben und Wirken
Johann Caspar Delius war der Sohn von Johann Daniel Delius (1670–1707), Vogt zu Berenkämpen, der als Stammvater des westfälischen Stammes der Familie Delius gilt. Aus Johann Daniels Ehe mit Anna Katharina Meinders verwitwete Nottelmann stammten 14 Kinder. Johann Caspar war der dritte Sohn und gilt als Stammvater des Bielefelder Astes der weitverzweigten Familie Delius.
Am 15. September 1722 heiratete er in Bielefeld Dorothea Grotendieck. Eines der gemeinsamen Kinder war Daniel Adolf Delius (1728–1809).
Er gründete 1722 eine Leinenhandlung.
Nachkommen sind in der Mehrzahl Kaufleute und Industrielle. Einige Nachkommen ließen sich in Aachen, Málaga in Spanien, Manchester und Bradford in England und New York, USA, nieder. Einige andere wurden Beamte, Offiziere und Ärzte. Sein Nachfahre Daniel August Delius wanderte nach Amerika aus und hatte zahlreiche Nachfahren.